# درو بريس
درو كريستوفر بريس (بالإنجليزية: Drew Christopher Brees)‏ هو لاعب كرة قدم أمريكية ولد في يوم 15 يناير 1979 في مدينة دالاس في تكساس. يلعب مع نادي نيو أورليانز سينتس. قاد فريقه للفوز بأول بطولة سوبر بول في سنة 2010 بالفوز على إنديانابوليس كولتس 31-17.